# ヒメタイコウチ
ヒメタイコウチ（姫太鼓打、Nepa hoffmanni）は、カメムシ目タイコウチ科ヒメタイコウチ属に属する昆虫の一種。水生カメムシであるタイコウチの一種だが、完全な水中生活ではなく、水際の草の根元や枯葉の間などに潜んで生活する。生態や分布域に謎が多く、比較的珍しいとされる。

## 分布
中国東北部、朝鮮半島、ロシアのウスリー地方、日本に分布。国内では愛知県、三重県、兵庫県、岐阜県、和歌山県、香川県に局所的に分布している。湿地や浅い水域に生息。生息地には湧水がある場合が多い。名古屋市内では、身近な場所に生息しているが、近年の都市開発などにより、分布域を確実に減らしている。ヒメタイコウチの生息地は、地理的条件から土地開発の対象となり易いため、保全には注意が必要である。

## 形態・生態
体長20mmほど。体色は茶褐色で腹部末端に呼吸管を具えるが長さは2-3mmしかなく、タイコウチのように長くはない。同属の他種に比べ、身体とりわけ前肢ががっしりして、呼吸管は短い。肉食性で、鎌状の前肢を用いて主に体長20mm程度の昆虫やヤスデ、ヒメフナムシなど節足動物を捕らえ、口針から消化液を送り込み溶けた体組織を吸入する体外消化を行う。水中生活には適応しておらず、陸上で活動することが多い。後翅はあるが退化しており飛翔はできない。
12月頃に陸上の土中や枯葉の下などで越冬する。

### 繁殖
産卵期は4～6月。雌は水辺の土、苔に、産卵する。産卵数はメス1匹あたり8〜12個である。卵は先端に10数本の短い呼吸糸を持つ。孵化した幼虫は5回の脱皮を経て7〜8月に成虫となる。これは水生カメムシの中では遅い方である。

## 飼育
水深数cmの水に砂や土、苔等で陸部を多く設ける。水深が深いと溺れ死んでしまう。他の水生昆虫とは違い小魚やオタマジャクシなどを捕食しないため、生きた昆虫類を餌として与える。飛翔はしないが、壁面を登るため容器に蓋をする必要がある。
餌は数日おきに与える。水中にいるときはもっぱら獲物を待ち構えているので、その時に与えると反応が良い。

## 人との関わり
宅地造成やため池改修などによる直接的な生息地の消失のほか、水田の耕作放棄による植生遷移、水源地の改変による湧水の枯渇などにより生息地が減少している。
三重県桑名市では、1985年に文化財（天然記念物）に指定された。
三重県では、2017年（平成29年）3月31日に三重県自然環境保全条例第18条第1項の規定により、ヒメタイコウチを三重県指定希少野生動植物種に指定した。捕獲等する場合は事前の届出が必要であり、違反すると6ヶ月以下の懲役又は30万円以下の罰金に処される場合がある。

## 近縁種
- Nepa cinerea